# Riviera albanese

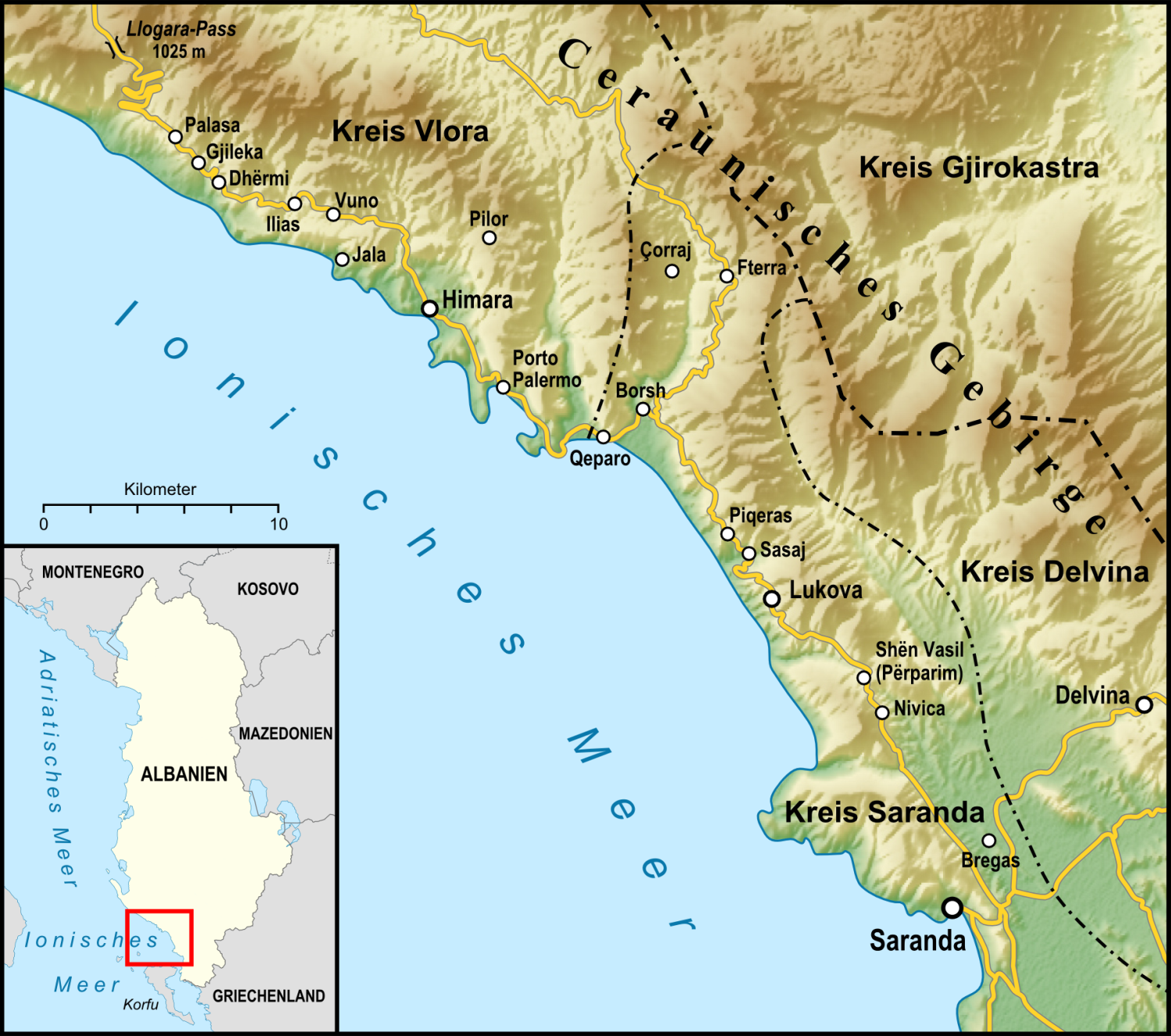
Carta topografica della Riviera Albanese.

La riviera albanese (in albanese Riviera shqiptare, pronuncia [ɾiviˈɛɾa ʃcipˈtaɾɛ]), popolarmente conosciuta anche come Bregu, è una costa lungo il Mar Ionio nord-orientale nel Mar Mediterraneo che comprende i distretti di Saranda e Valona nell'Albania sud-occidentale. Essa costituisce una sezione importante della costa ionica marittima albanese punteggiata dai villaggi di Palasë, Dhërmi, Vuno, Himara, Qeparo, Borsh, Piqeras, Lukovë e Saranda.
La riviera non deve essere confusa con l'intera costa del paese, che comprende la costa del Mar Ionio e la costa del Mar Adriatico per lo più pianeggiante a nord. I Monti Acrocerauni separano la costa dall'entroterra. L'area è una delle principali destinazioni per la vita notturna, l'ecoturismo e d'élite dell'Albania. È caratterizzata da tradizionali villaggi mediterranei, antichi castelli, chiese, monasteri, spiagge turchesi appartate, baie, passi di montagna, canyon sul mare, insenature, fiumi, fauna sottomarina, grotte e aranceti, limoni e uliveti. Durante in epoca classica, nel 48 a.C. durante la ricerca di Pompeo, Giulio Cesare mise piede e fece riposare la sua legione a Palasë. Continuò sul passo di Llogara in un luogo in seguito chiamato Passo di Cesare.
La regione ha attirato l'attenzione internazionale dopo la ricostruzione nel 2009 della strada costiera SH8, la tappa del tour 2010 di DJ Tiësto a Dhermi e le riprese di un episodio di Top Gear con un inseguimento automobilistico mozzafiato lungo la tortuosa strada costiera. La Riviera albanese è stata proclamata la destinazione Top Value 2012 da Frommer's. La zona ha ospitato numerosi festival musicali internazionali come Kala Festival, Soundwave Albania e Turtle Fest, diventando nota per i suoi locali notturni di lunga data come Havana Beach Club vicino a Dhermi e il Folie Marine sulla spiaggia di Jale.
Nell'ambito del masterplan regionale, la Banca Mondiale e altre istituzioni stanno finanziando progetti infrastrutturali locali, tra cui la ristrutturazione di tetti e facciate di case tradizionali affacciate sulla Riviera, il ridisegno delle piazze cittadine e la costruzione degli impianti di approvvigionamento idrico e di trattamento.

## Punti di riferimento
- Saranda è una delle più importanti attrazioni turistiche della riviera albanese. Vicino alla città si trovano i resti dell'antica città di Butrinto.
- Ksamil è una delle località costiere più frequentate da turisti sia nazionali che stranieri. Le Isole Ksamil sono un piccolo arcipelago appena al largo della costa del villaggio omonimo.
- Dhërmi è costruita su un pendio dei Monti Ceraunian a circa 200 metri di altitudine. L'area costiera ha visto un boom nella costruzione di strutture ricettive, come complessi di ville in legno e moderni boutique hotel. Inoltre, è considerata una destinazione per la vita notturna.
- Il Canyon di Gjipe, situato tra Iljas e Vuno, è raggiungibile solo facendo un'escursione dal Monastero di San Teodoro.
- Borsh è la spiaggia più grande del Mar Ionio (7 km). Il turismo è ancora in via di sviluppo e ci sono una manciata di piccoli hotel e pensioni.
- Himara, ha lunghe spiagge di sabbia bianca e le poche colline a ridosso del mare sono terrazzate e coltivate ad ulivi e agrumi. Sopra c'è il centro storico che presenta un castello e alcune case fortificate in pietra.
- Qeparo è situato sul versante occidentale del monte Gjivlash, a circa 450 metri (1.480 ft) sul livello del mare ed è diviso in due insediamenti. Old Qeparo incorona la collina che domina ettari di uliveti e il mare. Il nuovo insediamento si arrampica sulla collina sopra la spiaggia. Molte delle case hanno dei gradini che portano direttamente alla spiaggia. Un paio di hotel e alcune pensioni offrono alloggi.
- Palasë è un villaggio vicino al Parco Nazionale di Llogara e anche una destinazione molto popolare per i turisti stranieri. Il 4 gennaio 48 a.C. durante la sua ricerca di Pompeo, Giulio Cesare sbarcò a Palasë.
- Lukovë è un villaggio della contea di Valona con grandi spiagge e uliveti piantati sui pendii terrazzati.
- Il villaggio di Piqeras è il luogo di nascita dell'eroe nazionale albanese Vasil Laçi che tentò di assassinare Vittorio Emanuele III, re d'Italia e Shefqet Bej Vërlaci, primo ministro dell'Albania dopo l'occupazione dell'Albania da parte dell'Italia fascista.[11]
- La penisola di Karaburun è l'unico parco marino nazionale dell'Albania. La penisola di Karaburun è completamente sottosviluppata e offre numerose possibilità di escursioni. Una parte delle montagne è designata come parco nazionale ricco di fauna selvatica, tra cui cervi, volpi, cinghiali e persino lupi.
- Jalë è nota per la sua vita notturna. Il Folie Marina si trova a Jalë.
- Llaman, è nota per le spiagge di ghiaia con acque profonde e limpide.
- L'isola di Zvërnec è un'isola all'interno della laguna di Narta . L'isola è un'attrazione turistica perché contiene il monastero bizantino Zvërnec del XIII secolo ben conservato.
- Il Castello di Porto Palermo è un castello situato nella baia di Porto Palermo. Huffington Post ha classificato Porto Palermo al primo posto tra le 15 destinazioni europee da scoprire per il 2014.
- Butrinto era una città antica ed è protetta dall'UNESCO come Patrimonio dell'Umanità.

## Parchi nazionali
Il Parco Nazionale di Llogara è noto per la sua vivace flora e fauna con oltre 100 diversi tipi di animali selvatici e uccelli tra cui: cervi, gatti selvatici, volpi, ecc. La miscela di aria fresca di montagna d'alta quota e vicinanza del mare la rende meta molto attraente per i turisti. L'area è anche importante per la crescita dell'ecoturismo, del picnic, dell'escursionismo e degli sport aerei.
|  |  |  |

## Castelli
Il castello di Ali Pasha prende il nome da Ali Pasha di Tepelenë, che vi risiedette fino al 1820. L'attuale fortezza fu ricostruita nel 1819 dalla sua superficie con 3 torri. Fino al 1820 fu la seconda residenza di Ali Pasha. Il castello descritto e raffigurato è popolarmente conosciuto come La Fortezza Triangolare. Costruito sotto il dominio veneziano alla fine del XV o all'inizio del XVI secolo, fornì una roccaforte per i veneziani a Corfù per sfruttare la pesca, il pascolo, le olive e il legname a Butrinto e dintorni. Il Castello di Borsh è anche conosciuto come il Castello di Sopot dal nome della collina su cui si trova.
Il castello di Lëkurësi si trova su un punto strategico della collina che domina la baia a ferro di cavallo di Saranda. Da qui si può vedere l'intera città così come le isole di Ksamil, l'isola di Corfù e la laguna di Butrinto.
Il Castello di Porto Palermo si trova a pochi chilometri a sud di Himara nel sud dell'Albania. Si trova nella baia di Porto Palermo.
|  |  |  |